# Gheorghe Doja, Ialomița
Gheorghe Doja (în trecut, Principesa Elena) este o comună în județul Ialomița, Muntenia, România, formată numai din satul de reședință cu același nume.

## Așezare
Comuna se află în zona centrală a județului, pe malul stâng al Ialomiței și pe malurile bălții Fundata. Este traversată de șoseaua județeană DJ306, care o leagă spre sud de Andrășești (unde se termină în DN2A) și spre nord-vest de Reviga.

## Demografie
Componența etnică a comunei Gheorghe Doja
     Români (93,18%)
     Alte etnii (0%)
     Necunoscută (6,82%)
Componența confesională a comunei Gheorghe Doja
     Ortodocși (85,74%)
     Adventiști (6,77%)
     Alte religii (0,27%)
     Necunoscută (7,22%)
Conform recensământului efectuat în 2021, populația comunei Gheorghe Doja se ridică la 2.230 de locuitori, în scădere față de recensământul anterior din 2011, când fuseseră înregistrați 2.555 de locuitori. Majoritatea locuitorilor sunt români (93,18%), iar pentru 6,82% nu se cunoaște apartenența etnică. Din punct de vedere confesional, majoritatea locuitorilor sunt ortodocși (85,74%), cu o minoritate de adventiști (6,77%), iar pentru 7,22% nu se cunoaște apartenența confesională.

## Politică și administrație
Comuna Gheorghe Doja este administrată de un primar și un consiliu local compus din 11 consilieri. Primarul, Curelea Ion[*], de la Partidul Social Democrat, este în funcție din 2008. Începând cu alegerile locale din 2024, consiliul local are următoarea componență pe partide politice:
|  | Partid                    | Consilieri | Componența Consiliului | Componența Consiliului | Componența Consiliului | Componența Consiliului | Componența Consiliului | Componența Consiliului | Componența Consiliului | Componența Consiliului | Componența Consiliului |
|  | ------------------------- | ---------- | ---------------------- | ---------------------- | ---------------------- | ---------------------- | ---------------------- | ---------------------- | ---------------------- | ---------------------- | ---------------------- |
|  | Partidul Social Democrat  | 9          |                        |                        |                        |                        |                        |                        |                        |                        |                        |
|  | Partidul Național Liberal | 2          |                        |                        |                        |                        |                        |                        |                        |                        |                        |

## Istorie
Comuna a apărut în 1926 în jurul satului recent înființat, în preajma lui 1920, de coloniști veniți din zona deluroasă și de munte din județul Prahova. Denumit inițial Valea lui Șiman, la înființarea comunei el a fost rebotezat Principesa Elena, nume pe care îl avea în 1931.
După instaurarea regimului comunist, în 1948, comuna și satul au luat numele de Gheorghe Doja. În 1950, comuna a trecut la raionul Slobozia al regiunii Ialomița și apoi (după 1952) al regiunii București. În 1968, ea a revenit la județul Ialomița.

## Monumente istorice
Singurul obiectiv din comuna Gheorghe Doja inclus în lista monumentelor istorice din județul Ialomița ca monument de interes local este situl arheologic de „la Cărămidărie”, unde s-au găsit urmele unei așezări din perioada Latène.